# Kostel Narození svatého Jana Křtitele (Klapý)
Kostel Narození svatého Jana Křtitele v Klapém je původně gotickou sakrální stavbou ze 14. století. Kostel dominuje obci, která je rozložená podél silnice II/237 mezi Libochovicemi a Třebenicemi. Okolí dosud nese stopy tří velkých sesuvů půdy z nedalekého kopce, na němž stojí hrad Hazmburk, které se odehrály 8. dubna 1898, 11. dubna 1900 a 22. června 1939. Kostel však přesto nese známky ne zcela stabilního podloží na svahu hradního kopce. Od roku 1964 je chráněn jako kulturní památka.

## Historie
Kostel pochází 40. let ze 14. století. Některé jeho části, zejména vítězný oblouk a hlavní vstupní portál, bývají datovány dokonce do čtyřicátých let 13. století. Při husitském obléhání hradu Házmburk byl zřejmě poškozen a musel projít velkou obnovou před rokem 1493, kdy došlo také ke změně jeho zasvěcení (patrocinium) a byl znovu vysvěcen. Další velkou opravou prošel v roce 1779, kdy byl částečně barokně upraven, což přineslo částečné setření jeho gotického vzhledu, zejména zrušením okenních kružeb. Počátkem čtyřicátých let 19. století byla do osy západního průčelí postavena novogotická hranolová věž, která bylo v roce 1842 osazená hodinovým strojem. V období po skončení druhé světové války a komunistické totality došlo postupnému chátrání kostela. Je následky odstranila velká oprava roku 2000, při které byl obnoven i výše zmíněný hodinový stroj. Kostel přesto nese známky ne zcela stabilního podloží na svahu hradního kopce.

## Architektura

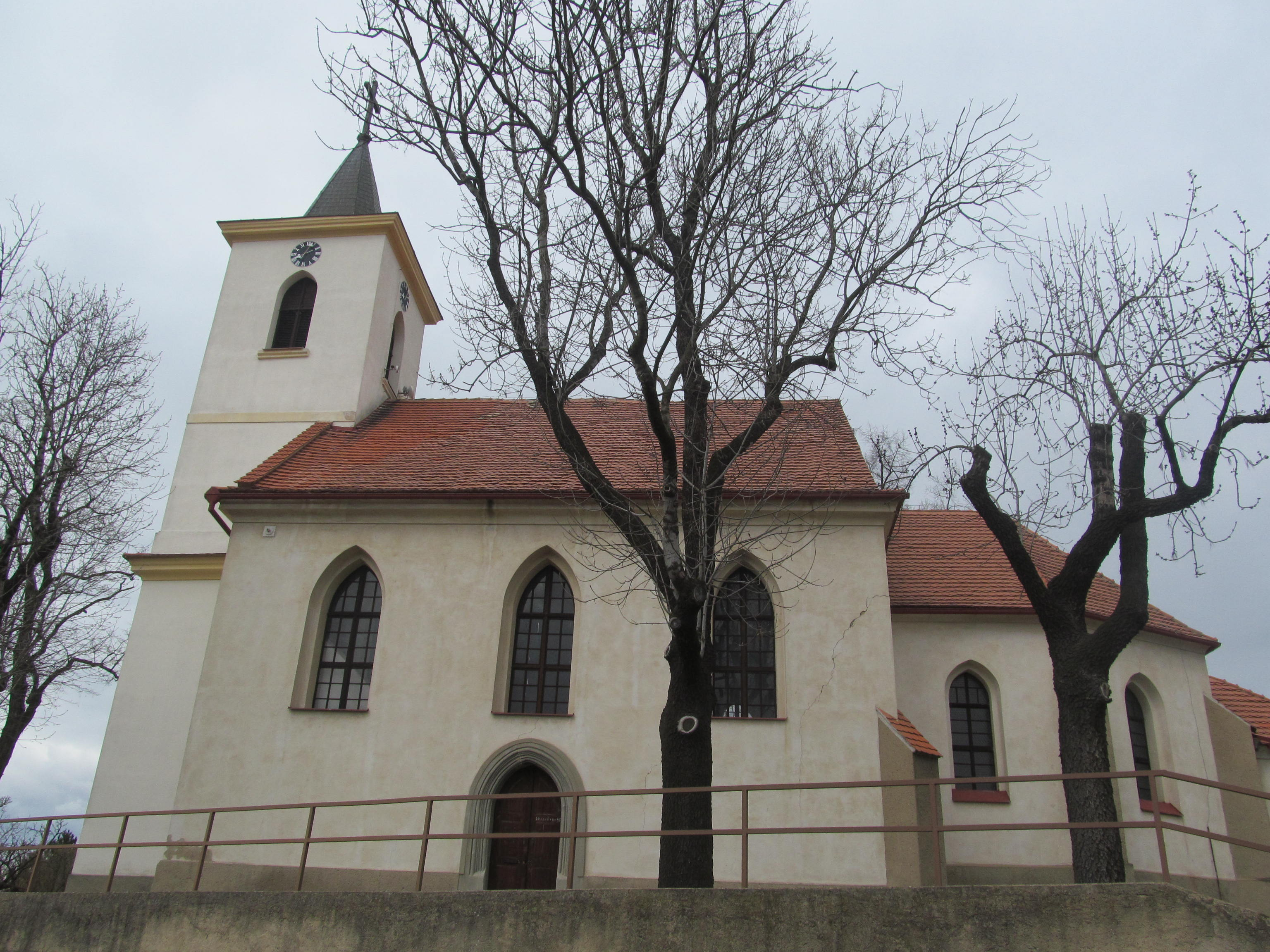
Kostel od jihu

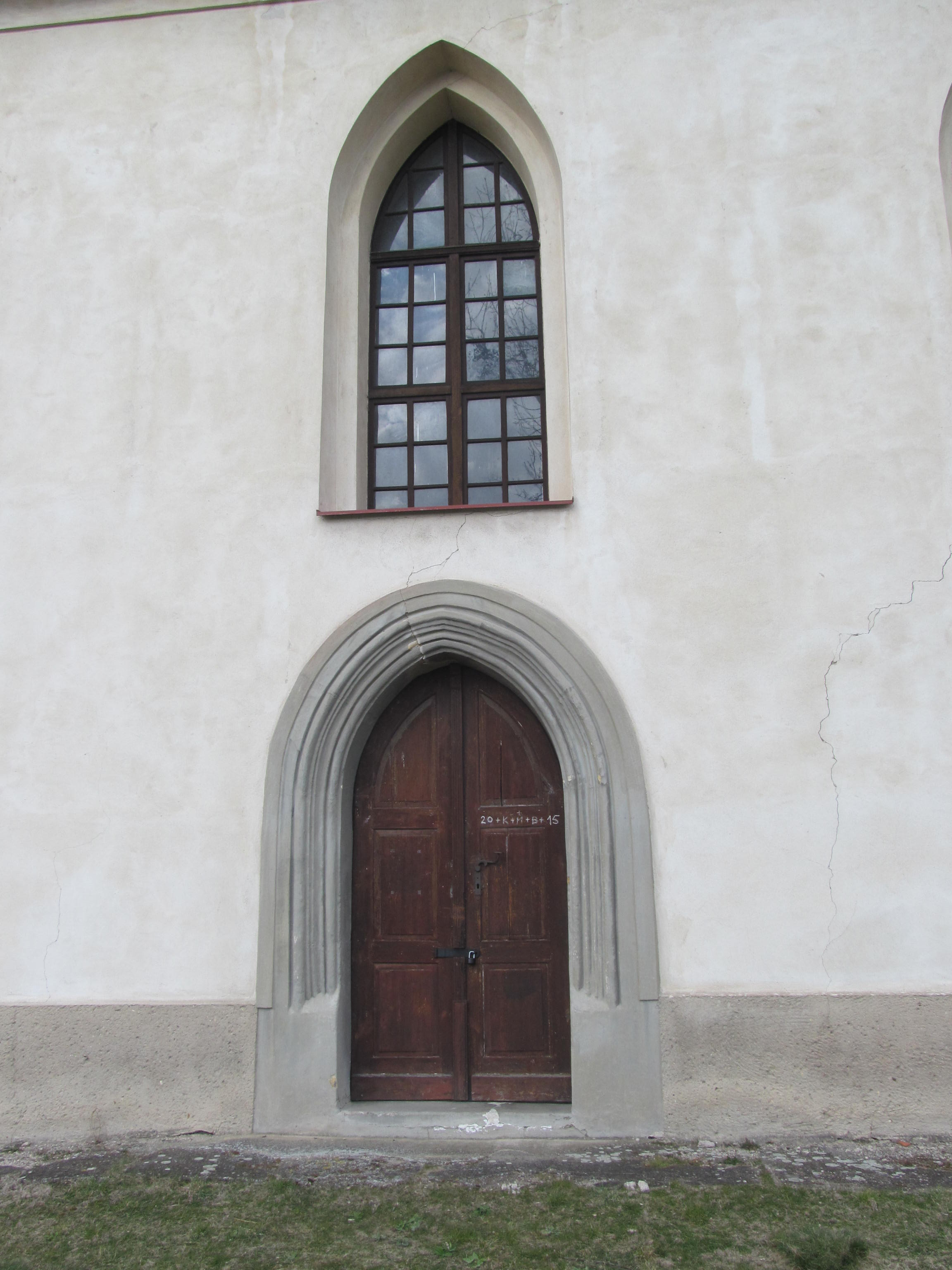
Hrotitý portál

### Exteriér
Jedná se o gotický, orientovaný, jednolodní, obdélný kostel s polygonálním presbytářem s nižší pravoúhlou sakristií v ose a s hranolovou pseudogotickou věží v průčelí. Boční stěny lodi jsou s hladkými hrotitými okny a průběžnou podokenní římsou. V jižní fasádě je gotický hrotitý profilovaný portál. Presbytář má hladká hrotitá okna a opěráky.

### Interiér

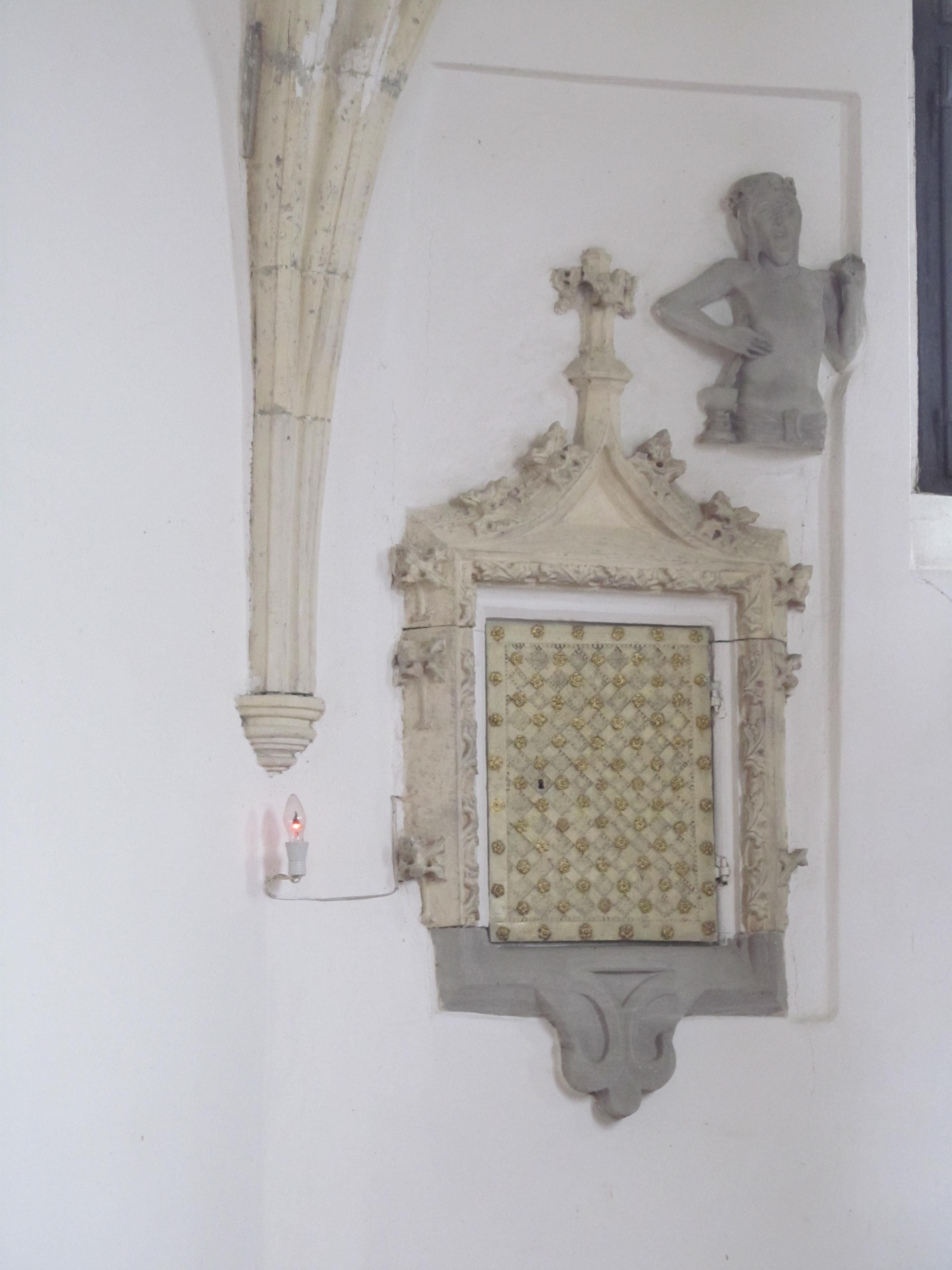
Pozdně gotický sanktuář

Presbytář je sklenut jedním polem křížové žebrové klenby a parsčitě v závěru na kuželovité profilované konzoly. V severní stěně je pozdně gotický výklenkový sanktuář v kamenném rámci s křížovou kytkou a kraby. Vedle sanktuáře je kamenná polopostava Krista s kalichem, do něhož prýští krev. Triumfální oblouk je hrotitý. Loď, předsíň a sakristie mají plochý strop. Kruchta je opatřena dřevěnou poprsnic na dvou vysokých sloupech.

### Vybavení
Hlavní oltář je rokokový, bez obrazu, se sochami sv. Václava a sv. Ludmily z roku 1761 od slánského sochaře Arnošta Linka. V kostele jsou dva pseudoslohové oltáře s barokními obrazy Panny Marie a sv. Anny. Křtitelnice je klasicistní, zpovědnice je secesní V lodi se nacházejí čtyři sešlapané náhrobníky.

## Okolí kostela
V obci Klapý se nacházejí dva kamenné barokní sloupky s křížem. Při sesuvech půdy se Boží muka severně od kostela podstavcem ocitly hluboko pod terénem. Bývalá fara (prodaná soukromému majiteli v období 2005–2006) stojí ve stráni nad kostelem.